# Andrzejów (powiat zwoleński)
Andrzejów dawniej też Andrzejew – wieś w Polsce położona w województwie mazowieckim, w powiecie zwoleńskim, w gminie Przyłęk. Ma status sołectwa.
| SIMC    | Nazwa        | Rodzaj    |
| ------- | ------------ | --------- |
| 0633231 | Borowiec     | część wsi |
| 1059343 | Pod Borowcem | część wsi |
| 0633254 | Pomysłów     | część wsi |

Niektóre z nich, zwłaszcza Borowiec, są czasem traktowane jak odrębne jednostki, ale nie mają rangi sołectw. Koło Borowca znajduje się Rezerwat przyrody Borowiec.
W latach 1975–1998 miejscowość należała administracyjnie do województwa radomskiego.
Wierni Kościoła rzymskokatolickiego należą do parafii Matki Bożej Częstochowskiej w Przyłęku.